# Diego Galiano Jiménez
Diego Galiano Jiménez (Jerez de La Frontera, Provincia de Cádiz, Andalucía, España, 9 de julio de 1983), más conocido como Diego Galiano, es un exfutbolista y entrenador de fútbol español que actualmente dirige al Xerez Club Deportivo de la Segunda Federación grupo IV.

## Trayectoria

### Como jugador
Se formó en la cantera del Club Deportivo Guadalcacín de donde pasó a los juveniles del Sevilla FC. Tras 3 años fue cedido a la A.D. San José y a la U.D. Los Palacios. Tras sendas cesiones pasó a formar parte del Sevilla Atlético.
Más tarde, jugaría en diversos equipos como la Cultural Leonesa. 
Al no contar el entrenador del equipo leonés con él para el cuevo curso, pasará a fichar por el CD Logroñés por una temporada. Militó dos temporadas en el equipo riojano que al descender le da la carta de libertad, A pesar del interés del interés de la Unió Esportiva Lleida por el que ficharía una temporada después,   acabó fichando por la  Balompédica Linense.
Fichó por el Polideportivo Ejido donde una pubalgia lo tuvo retirado de los campos de juego y a pesar de haber renovado por el Polideportivo Ejido, ésta no tenía validez hasta la firma de las administradoras concursales.
Aun lesionado fichó por el Racing Club Portuense en el mercado de invierno de la temporada 2011-12.
En la temporada 2012-13 ficha por el Club Deportivo Guadalcacín donde militará hasta su retirada al finalizar la temporada 2018-19.
Jugó un total de 392 partidos en los que marcó un total de 31 goles.

### Como entrenador
Comenzó su trayectoria en los banquillos en la temporada 2017-18 dirigiendo al equipo juvenil del Club Deportivo Guadalcacín del Grupo 3 de la Cuarta Andaluza Cádiz, mientras jugaba con el equipo senior. Tras dos temporadas en el equipo juvenil y tras colgar las botas como jugador, en la temporada 2019-20 dirige al Club Deportivo Guadalcacín de la División Honor Andaluza, donde trabajaría durante dos temporadas y media. 
El 13 de enero de 2022, firma como entrenador del Club Atlético Antoniano de la Tercera División de España. Diego se hizo cargo del equipo en penúltima posición y lograría evitar el descenso de categoría. La siguiente temporada conseguiría el título y el consiguiente ascenso a Segunda RFEF.

## Clubs

### Como entrenador
| Club                                 | País   | Año             |
| ------------------------------------ | ------ | --------------- |
| Club Deportivo Guadalcacín (Juvenil) | España | 2017-2019       |
| Club Deportivo Guadalcacín           | España | 2019-2022       |
| Club Atlético Antoniano              | España | 2022-2025       |
| Xerez Club Deportivo                 | España | 2025-Actualidad |